# ベスト (レイジーのアルバム)
『ベスト』は、レイジーの3枚目のベストアルバム。1981年にRCAから発売された。

## 概要
デビュー曲から解散宣言後に発売されたシングル「ガラスのハート / 星のハーティー・ロード」（両A面）まで、全シングルのA面を収録。さらにB面やアルバムからも7曲セレクトされている。
なお、ジャケット写真はシングル「感じてナイト」に使われたものの別テイクである。

## 収録曲
1. レイジーのテーマ
2. Hey! I Love You!
3. カムフラージュ
4. 赤頭巾ちゃん御用心
5. ダンス・ウィズ・ミー(vo:MICHELL, POCKY, FUNNY)
6. 燃えろロックン・ロール・ファイアー
7. 地獄の天使
8. ハローハローハロー
9. Good-by My Baby(vo:FUNNY)
10. 海を見つめて(vo:SUZY)
11. 愛には愛を
12. ベイビー・アイ・メイク・ア・モーション
13. Midnight Boxer
14. Bye Bye Baby
15. Goin' Back To China
16. 悲しみをぶっとばせ
17. 感じてナイト
18. 僕らの国でも
19. 星のハーティー・ロード(vo:POCKY)
20. ガラスのハート(vo:FUNNY)

| スタブアイコン | サブスタブ | この項目は、まだ閲覧者の調べものの参照としては役立たない、アルバムに関連した書きかけの項目です。この項目を加筆・訂正などしてくださる協力者を求めています（P:音楽/PJ:アルバム）。 |